# Transfermarkt
A Transfermarkt egy német weblap, melynek a tulajdonosa az Axel Springer SE. A lap profilja a labdarúgás, ezen belül pedig eredmények, statisztikák, átigazolási hírek, klubok és játékosok piaci értéke. Ezek az értékek becslések, amelyeket néhány havonta frissítenek, ennélfogva nem mindig pontosak, akár több millió eurós eltérés is lehet egy játékos tényleges árától.

## Története
Az oldalt 2000 májusában hozta létre Matthias Seidel. 2008-ban az Axel Springer lapkiadó vállalat megvásárolta a részvények 51%-át, a fennmaradó 49% a Seidelé maradt. Az angol nyelvű változat 2009-ben indult el.

## A 10 legértékesebb játékos a Transfermakt szerint

### Külföldi játékosok
2024. szeptember 10. szerint 
| Helyezés | Nemzet   | Név               | Klub                | Érték          |
| -------- | -------- | ----------------- | ------------------- | -------------- |
| 1        | Angol    | Jude Bellingham   | Real Madrid CF      | €180,00 millió |
| 1        | Francia  | Kylian Mbappé     | Real Madrid CF      | €180,00 millió |
| 1        | Brazília | Vinícius Júnior   | Real Madrid CF      | €180,00 millió |
| 1        | Norvégia | Erling Haaland    | Manchester City FC  | €180,00 millió |
| 5        | Angol    | Phil Foden        | Manchester City FC  | €150,00 millió |
| 6        | Angol    | Bukayo Saka       | Arsenal FC          | €140,00 millió |
| 7        | Német    | Jamal Musiala     | FC Bayern München   | €130,00 millió |
| 7        | Német    | Florian Wirtz     | Bayer 04 Leverkusen | €130,00 millió |
| 7        | Spanyol  | Rodri             | Manchester City FC  | €130,00 millió |
| 8        | Spanyol  | Lamine Yamal      | FC Barcelona        | €120,00 millió |
| 8        | Uruguay  | Federico Valverde | Real Madrid CF      | €120,00 millió |
| 8        | Angol    | Declan Rice       | Arsenal FC          | €120,00 millió |

### Magyar játékosok
2024. szeptember 10. szerint 
| Helyezés | Nemzet       | Név                | Klub                 | Érték         |
| -------- | ------------ | ------------------ | -------------------- | ------------- |
| 1        | Magyarország | Szoboszlai Dominik | Liverpool FC         | €75,00 millió |
| 2        | Magyarország | Kerkez Milos       | AFC Bournemouth      | €20,00 millió |
| 3        | Magyarország | Sallai Roland      | SC Freiburg          | €15,00 millió |
| 5        | Magyarország | Willi Orbán        | RB Leipzig           | €10,00 millió |
| 6        | Magyarország | Gazdag Dániel      | Philadelphia Union   | €9,00 millió  |
| 7        | Magyarország | Sallói Dániel      | Sporting Kansas City | €5,00 millió  |
| 7        | Magyarország | Schäfer András     | 1. FC Union Berlin   | €5,00 millió  |
| 8        | Magyarország | Szalai Attila      | TSG Hoffenheim       | €4,00 millió  |
| 9        | Magyarország | Gulácsi Péter      | RB Leipzig           | €3,00 millió  |
| 9        | Magyarország | Lisztes Krisztián  | Eintracht Frankfurt  | €3,00 millió  |